# Heidelberg
Heidelberg je grad u njemačkoj pokrajini Baden-Württembergu, smješten na rijeci Neckaru, a ima oko 145.000 stanovnika. Poznat je zbog dvorca koji je danas samo još ruševina otkad ga je uništio požar 1764. godine. Isto tako, Heidelberg ima veliki značaj zbog najstarijeg sveučilišta Njemačke iz 1386. godine.

## Povijest
Dokazi o naseljenosti ovog područja sežu do davne prapovijest, što se vidi u otkriću poznatog "heidelberškog čovjeka" 1907. godine u blizini Heidelberga, fosila ljudske donje čeljusti stare oko 600 tisuća godina, koja je pripadala ljudskim predcima odnosno Homo erectusu, što je najraniji dokaz ljudskog postojanja u Europi. 
U 5. stoljeću pr. Kr. na ovom su području Kelti izgradili zaštitnu utvrdu i hram za molitvu, na Heiligenbergu ili Brdu svetaca, koja i danas postoji. Dvjesto godina kasnije Kelti, iz neobjašnjenih razloga, napuštaju utvrdu. Godine 40. utvrdu osvajaju Rimljani te u nju smještaju 24. rimsku kohortu i 2. sirenašku kohortu (libijska pokrajina Sirena). Kasnije su Rimljani napravili i održavali castru (stalni kamp) i signalni toranj na obali rijeke Neckara, preko koje su napravili drveni most. Prva civilna naselja počela su se razvijati pod zaštitom kampa. Rimljani ovdje ostaju do 260. godine, kada utvrdu zauzimaju germanska plemena.
Temelji današnjeg Heidelberga nastaju u 5. stoljeću, da bi već 769. prvi put bilo spomenuto selo Bergheim (doslovno Kuća na brdu). Danas se Bergheim nalazi u središtu Heidelberga. Godine 863. osnovan je samostan svetog Mihaela na brdu Heiligenbergu, unutar dvostrukih zidina keltske utvrde, a oko 1130. osnovan je samostan u Neubergu u dolini Neckara. U isto vrijeme biskupija Worms širi svoj utjecaj na dolinu osnivajući 1142. godine opatiju Schönau. 
Godine 1155. dvorac Heidelberg i okolna naselja preuzeli su vladari iz dinastije Hohenstaufen, a Konrad Hohenstaufen postaje grof Pfalza od Rajne (Pfalzgraf bei Rhein). Godine 1195. Pfalz (Falačka) prelazi u ruke dinastije Welf putem bračnih veza. Prvi spomen grada Heidelberga otkriven je u dokumentima opatije Schönau, a datira oko 1196. godine, što se i danas smatra godinom osnivanja grada.
Godine 1225. vojvoda Bavarski, Ludovik I. osvaja Pfalz a time i dvorac, o čemu svjedoče povijesni dokumenti. U dokumentima iz 1303. spomenuta su dva dvorca: jedan negdje više u brdima, koji je uništen u eksploziji baruta 1537. godine; i drugi, niži, na čijem je mjestu današnja palača Heidelberg. Godine 1356. grofovima Pfalza odobrena su dalekosežna prava putem Zlatne bule, a uz to su postali izborni prinčevi.
Godine 1386. Rupert I., izborni princ Pfalza, osniva Sveučilište u Heidelbergu, kao prvu visokoškolsku ustanovu na području današnje Njemačke, odnosno treću na području Svetog Rimskog Carstva (poslije Beča i Praga). Sveučilište je igralo važnu ulogu u eri humanizma i reformacije, u sukobu između luteranizma i kalvinizma u 15. i 16. stoljeću. Biblioteka u Heidelbergu osnovana je 1421., najstarija je javna biblioteka u Njemačkoj i danas je potpuno netaknuta. 
Godine 1620. izbornom princu Frederiku V. od Pfalza (oženjenom Elizabetom Stewart, najstarijom kćeri engleskog kralja Jakova I.) ponuđena je kruna Bohemije. Međutim, Bohemijom je vladao samo jednu zimu (po čemu je u povijesti poznat pod nadimkom "Zimski kralj"), nakon čega mu krunu nasilno oduzima dinastija Habsburg. Ovo je predstavljalo i povod za izbijanje Tridesetogodišnjeg rata.
Nakon opsade koja je trajala dva mjeseca, 1622. vojske katoličke lige pod zapovjedništvom bavarskog grofa Tillya (Johan Serklas) zauzimaju Heidelberg te pljačkaju čuvenu Biblioteku Palatina i sve knjige i dokumente poklanjaju papi Grguru XV. Bavarski, katolički vladari iz dinastije Wittelsbach preuzimaju vlast nad Pfalzom i prisvajaju naslov izbornog princa. Tek na kraju rata 1648. sin Frederika V., Ludovik Karlo I., uspjeva povratiti zemlju i naslov.
Da bi učvrstio svoju dinastijsku moć, udaje svoju kćer Elizabetu Šarlotu za Filipa I., vojvodu od Orléansa, brata francuskog kralja Luja XIV. Nakon smrti izbornog princa Ludovika Karla II., sina Ludovika Karla I., francuski kralj Luj XIV. zahtijeva preuzmanje krune i nasljedstvo svoje snahe. Njegovi su zahtjevi odbijeni te otpočinje rat. Francuzi dva puta osvajaju Heidelberg 1688. i 1693. i potpuno ga pustoše.
Godine 1720. zbog vjerskih sukoba s građanima Heidelberga izborni princ Karlo Filip III. premješta svoju rezidenciju u obližnji Mannheim, koji ostaje prijestolnica dok izborni princ Karlo Teodor nije postao izborni princ Bavarske 1777. i premjestio prijestolnicu u München. Ranije je on 1742. otpočeo rekonstrukciju heidelberške palače, međutim nakon što je zdanje uništila oluja 1764., radovi nisu dovršeni.
Heidelberg pada u posjed velikog vojvodstva Baden 1803. godine. Veliki vojvoda Karlo Frederik od Badena ponovo otvara Sveučilište pod imenom Ruperto-Carola, nazvan po njegovim osnivačima. Mnogi ugledni znanstvenici koji su na njemu djelovali doprinijeli su da Sveučilište dobije reputaciju "kraljevske rezidencije znanja". Tijekom 18. stoljeća grad je preuređen u baroknom stilu iz ranijeg starog gotičkog.
U Heidelbergu je 1815. sklopljena Sveta alijansa između Austrije, Rusije i Pruske, koja je Napoleonu zadala odlučujući udarac. Ovdje je 5. ožujka 1848. održana njemačka nacionalna skupština. Tijekom falačko-badenske pobune 1849. Heidelberg je bio sjedište revolucionarne vojske koju je pruska armija porazila i zatim okupirala grad sve do 1850.
Industrijska revolucija 19. stoljeća ne ostavlja puno tragova na grad. Polako se razvija turizam, a grad je povezan željeznicom 1840. godine.

### Nacistička vlast
Tijekom nacističkog režima (1933. – 1945.) Heidelberg je bio snažno uporište NSDAP-a, koji je bio najjača stranka i na izborima prije 1933. Zbog toga su svi nearijevski zaposlenici Sveučilišta bili diskriminirani, a do početka rata 1939. Sveučilište je izgubilo trećinu zaposlenih iz rasnih i političkih razloga. Tijekom tzv. Kristalne noći (Kristallnacht) 9. studenog 1938. stanovnici Heidelberga spalili su obje gradske sinagoge. Sljedećeg dana započela je sustavna deportacija Židova, a smatra se da je tada oko 150 Židova poslano u koncentracijski logor Dachau. Nepune dvije godine kasnije, 22. listopada 1940., tijekom akcije nazvane "Wagner-Bürckel" oko 6 tisuća Židova iz okolice, uključujući njih 280 iz grada Heidelberga deportirano je u koncentracijski logor Gurs u Francuskoj. Tijekom 1934./35. nacisti su izgradili ogroman amfiteatar na brdu Heiligenbergu sjeverno od starog grada, koji im je služio za održavanje prigodnih proslava, kulturnih događaja i slično, kojima se slavio nacionalsocijalizam.
Američka je vojska 30. ožujka 1945. ušla u Heidelberg, koji su nacisti napustili dan ranije, nakon što su uništili stari most kako bi usporili napredovanje saveznika. U to vrijeme on je bio jedino mjesto za prijelaz teškim oklopnim vozilima preko Neckara. Postoje neke teorije da je Heidelberg bio pošteđen bombardiranja tijekom Drugog svjetskog rata jer je američka vojska namjeravala koristiti grad za smještaj svojih trupa nakon rata. Stvarni razlozi su bili to što Heidelberg nije bio ni industrijski ni transportni centar pa nije postojalo ništa toliko vrijedno za bombardiranje. Stoga su se zračni napadi fokusirali na obližnje industrijske centre Mannheim i Ludwigshafen. Nakon rata, 1945. je ponovo otvoreno Sveučilište na inicijativu kirurga Karla Heinricha Bauera i filozofa Karla Jaspersa.

## Gospodarstvo
Heidelberg je snažan turistički i edukacijski centar Njemačke, kako grad nije bio industrijski centar, poput susjednih Mannheima i Ludwigshafena, nije stradao u tijeku Drugog svjetskog rata stoga ima očuvanu originalnu arhitekturu te su snažno razvijene uslužne djelatnosti u oblasti turizma. Grad svake godine bilježi više milijuna turističkih posjeta iz raznih djelova svijeta i smatra se romantičnim centrom Njemačke.

### Turizam
Po podacima iz 2004. 81,8% svih stanovnika bilo je zaposleno u tercijarnom sektoru ukljujući i turizam. Zbog povezanosti s periodom romantizma Heidelberg se širom svijeta promovira kao grad romantike, što privlači više od 11,9 milijuna turista[neaktivna poveznica] svake godine. Redovno se organiziraju mnoga događanja. U proljeće se održava festival klasične glazbe "Heidelberško proljeće" i međunarodni sajam uskrsnih jaja. U srpnju i kolovozu održava se festival u dvorcu Heidelberg. Prve subote u lipnju i rujnu te druge subote u srpnju dvorac i stari most osvijetljeni su svjetlima i vatrometom.
Jesenski festival u starom gradu u rujnu uključuje i srednjovjekovni sajam s četrdesetak štandova na kojima se mogu naći umjetnički radovi i rukotvorine, kao i mnogi suveniri. Prije Božića organiziraju se božićni sajmovi širom starog dijela grada.

### Industrija
Samo oko 18% svih zaposlenih radi u oblasti industrije. Neke od najvažnijih su tiskarska i izdavačka djelatnost. Heidelberg je sa svojom glavnom ulicom (Hauptstraße) pravi magnet za kupovinu za sve posjetitelje grada i stanovništvo okolnih ruralnih naselja.

### Američke vojne baze
Nakon Drugog svjetskog rata Heidelberg je bio jedan od malobrojnih njemačkih gradova koji nisu bili u znatnoj mjeri porušeni u savezničkom bombardiranju. Budući da se nalazio u američkoj okupacijskoj zoni, grad je postao zapovjedno mjesto američkih snaga u Europi. Do danas je ostalo nekoliko vojnih građevina poput vojarne Campbell (ranija vojarna nacističkog Wehrmachta) koja je zapovjedno sjedište nekoliko jedinica. Tu se nalazi zapovjedništvo USAREUR-a (United States ARmy EURope) i kopnenih snaga NATO-a za središnju Europu (LANDCENT). Postoji i očuvana omanja američka vojna zračna luka, ali je danas koriste samo helikopteri.

## Poznate osobe
U gradu Heidelbergu živjelo je i djelovalo puno poznatih osoba. Na kućicama u Starom gradu je moguće vidjeti pločice koje obavještavaju da je u njima živjela ili radila neka poznata osoba.
Glavni je razlog za toliko velik broj poznatih istraživača svakako Sveučilište u Heidelbergu. Mnogi nobelovci poput Carla Boscha (Nobelova nagrada za kemiju), Georga Wittiga (Nobelova nagrada za kemiju 1979.), Walthera Bothe (Nobelova nagrada za fiziku 1954.), Ernsta Ruske (Nobelova nagrada za fiziku 1986.) ili Otta Meyerhofa (Nobelova nagrada za medicinu 1923.), Berta Sakmanna (Nobelova nagrada za medicinu 1991.), Haralda zur Hausena (Nobelova nagrada za medicinu 2008.) živjeli su, studirali ili poučavali u Heidelbergu. Revolucionarni izum poput spektroskopije izumili su heidelberški znanstvenici.
Neke od ostalih poznatih osoba iz Heidelberga su Friedrich Ebert (prvi predsjednik Njemačke), Karl Jaspers (filozof), Ernst Jünger (spisatelj), Marie Marcks (karikaturistkinja), Silvia Sommerlath (švedska kraljica) i Max Weber (sociolog).
Tu su također živjeli i djelovali:
- Robert Wilhelm Bunsen, kemičar
- August Kopff, astronom; 3. ožujka 1906. u Heidelbergu je otkrio asteroid nazvan 589 Croatia.
- Anđelko Igrec, orguljaš varaždinske katedrale

## Gradovi prijatelji
- Cambridge, Ujedinjeno Kraljevstvo, od 1957.
- Montpellier, Francuska, od 1961.
- Rehovot, Izrael, od 1983.
- Simferopol, Ukrajina, od 1991.
- Bautzen, Saksonija, od 1991.
- Kumamoto, Japan, od 1992.
- Mostar, Bosna i Hercegovina, od 1992.

## Vanjske poveznice
- Službena stranica  Arhivirana inačica izvorne stranice od 11. siječnja 2012. (Wayback Machine) (njem.) (engl.)

### Ostali projekti
|  | Zajednički poslužitelj ima još gradiva o temi Heidelberg |